# 무크리즈 마하티르

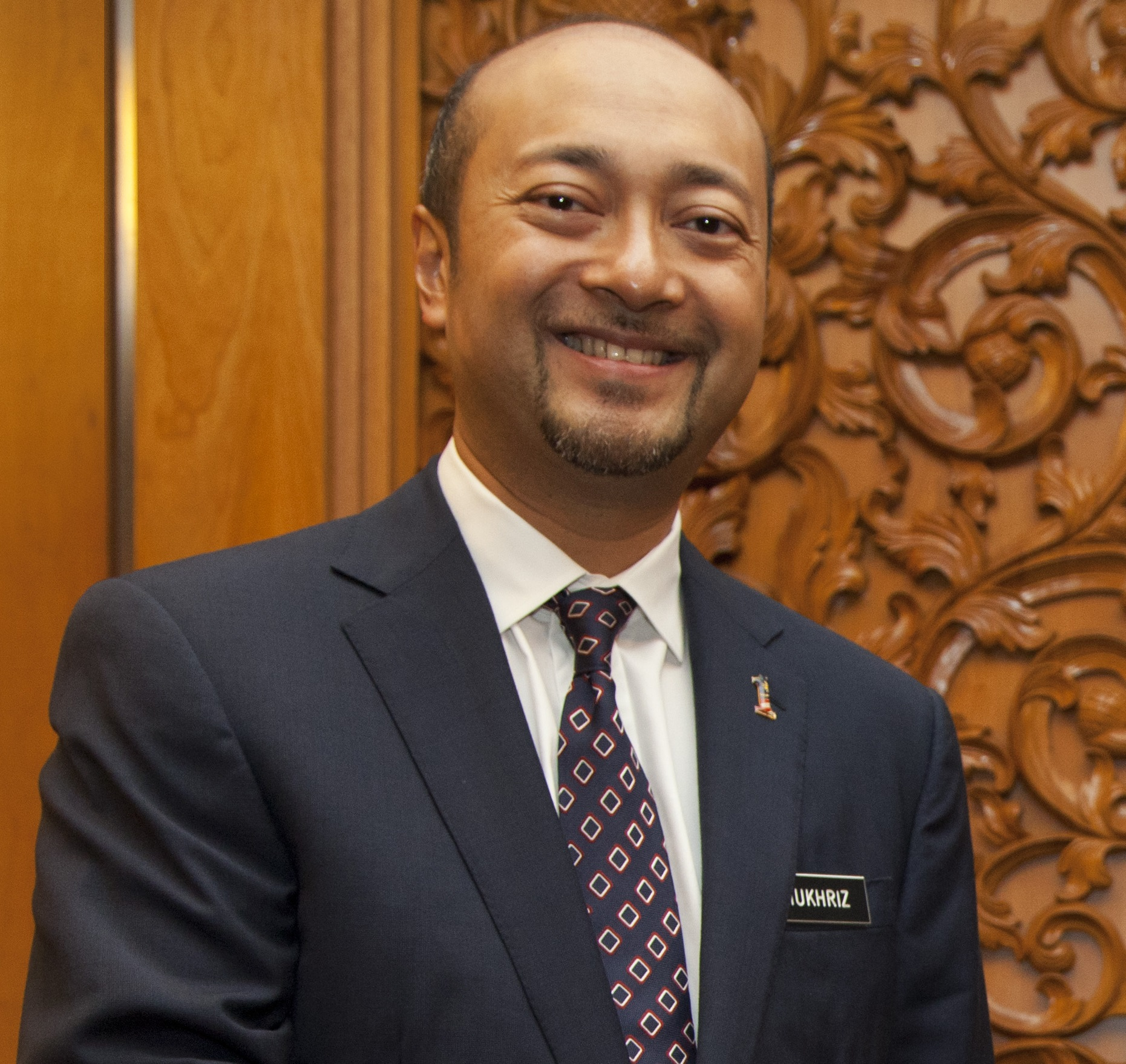
무크리즈 마하티르

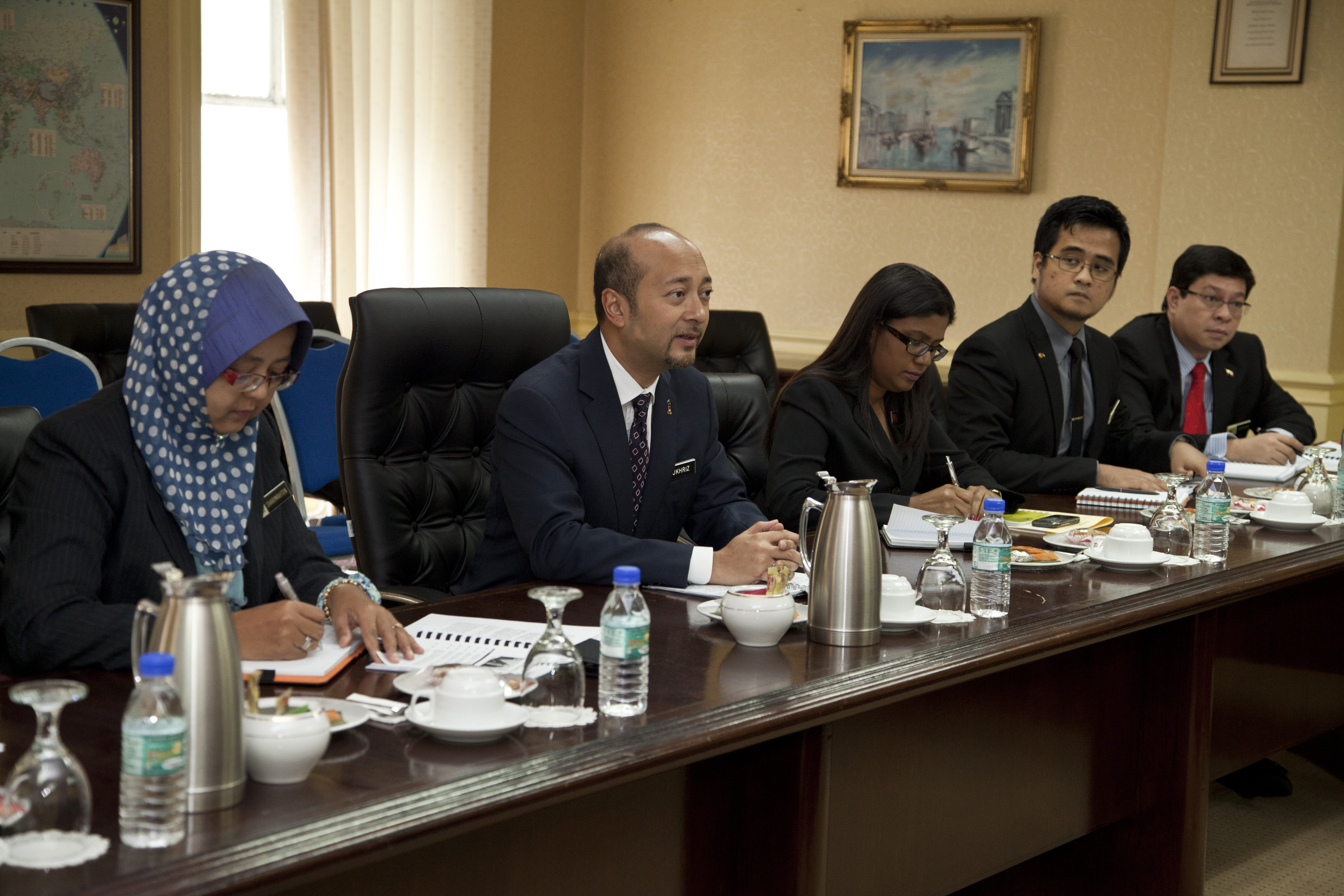
2013년의 무크리즈 마하티르

무크리즈 마하티르(말레이어: Mukhriz Mahathir, 1964년 11월 25일~)는 말레이시아 전 총리 말레 아시아 마하티르 빈 모하맛와 아내 시티 하스마의 다섯 번째 자식이자 정치인이다. 2009년부터 2013년까지 그는 말레이시아 국제무역 및 산업 부차장을 맡았 는다. 2013년 말레이시아 총선에서 국민전선이 케다를 지배하자, 그는 2013년 5월 6일에 제11대 케다 주지사로 임명되었다. 2016년 2월 3일 에는 그는 케다 주지사에서 사임을 발표했다. 2018년 말레이시아 총선에서 패카탄하라판이 케 다를 지배하자, 그는 2018년 5월 11일부터 2020 년 5월 17일까지 제13대 케다 주지사로 임명되었다.

## 가족 관계
무크리즈는 1993년 11월 14일 Norzieta Zakaria와 결혼하여 네 명의 자녀가 있다.
2020년 8월 27일, 무크리즈는 최근 경찰에 체포된 딸과 사위가 회복 움직임 통제 명령 (MCO) 규정을 위반한 것이라고 시인했다. 8월 28일, 무크리즈의 딸 Meera Alyanna Mukhriz은 음식점에서 12시 마감 시간을 넘어서 머물렀다는 회복 움직임 통제 명령 (RMCO) 절차 위반에 대해 사과했다.